# Paratrochamminoides
Paratrochamminoides es un género de foraminífero bentónico de la familia Lituotubidae, de la superfamilia Lituotuboidea, del suborden Lituolina y del orden Lituolida. Su especie tipo es Trochamminoides korosmezoensis. Su rango cronoestratigráfico abarca desde el Turoniense (Cretácico superior) hasta la Actualidad.

## Discusión
Clasificaciones previas incluían Paratrochamminoides en el suborden Textulariina del orden Textulariida, o en el orden Lituolida sin diferenciar el suborden Lituolina.

## Clasificación
Paratrochamminoides incluye a las siguientes especies:
- Paratrochamminoides acervulatus
- Paratrochamminoides corpulentus
- Paratrochamminoides deflexiformis
- Paratrochamminoides deformis
- Paratrochamminoides gorayskiformis
- Paratrochamminoides gorayskii
- Paratrochamminoides heteromorphus
- Paratrochamminoides irregularis
- Paratrochamminoides korosmezoensis
- Paratrochamminoides mitratus
- Paratrochamminoides multilobus
- Paratrochamminoides olszewskii
- Paratrochamminoides pseudointermedius
- Paratrochamminoides semipellucidus
- Paratrochamminoides transitus